# Zapp! Zarapp!
Zapp! Zarapp! (ab April 1993: Floris Zapp Zarapp) war eine Fernsehserie für Kinder, die von 1990 bis 1994 federführend vom Bayerischen Rundfunk produziert und gesendet wurde.
In der Sendung wurde gezeichnet und gebastelt, außerdem wurden Bilder-Geschichten erzählt und verschiedenste Rätsel gestellt. Immer wieder demonstrierten Zirkusleute ihre Künste. Auch kurze Filme waren oft Bestandteil der Sendungen. Eine Besonderheit einer jeden Sendung waren Phantasietiere, die von Kindern beschrieben wurden und von Dieter Hanitzsch gezeichnet und koloriert wurden. Ab 1993 wurde die Sendung unter dem Titel Floris Zapp Zarapp gesendet. 2003 wurde die Serie im KIKA wiederholt.

## Produktion
Regie führte Caspar Harlan, produziert wurde die Sendung von der Megaherz GmbH. Die Titelmusik wurde von der Band Haindling geschaffen.

## Titel
„Zappzarapp“ gelangte nach 1945 in den deutschen Wortschatz, abgeleitet vom russischen забрать sabrat für „greifen“. Es bezeichnete ursprünglich das Stehlen oder irreguläres Beschlagnahmen von Koffern, Fahrrädern und dergleichen durch die sowjetischen Besatzungssoldaten, später die raffinierteren Formen des Klauens und „Organisierens“ durch die notleidende deutsche Bevölkerung in den Trümmerjahren.